# Melanohalea peruviana
Melanohalea peruviana (лат.) — вид листоватых лишайников семейства Пармелиевые. Найден в Перу. Описан как новый вид в 2012 году Тэдом Эсслингером. Типовой образец был собран Рольфом Сантессоном и Роландом Мубергом в 1981 году к северу от города Уарас в Лагуне Льяка на высоте 4400 м от уровня моря. Хотя он морфологически сходен с видом Melanohalea trabeculata, он отличается от него наличием в сумке 8 аскоспор, а не 16—32, более сплюстнутому и морщинистому таллому. Также Melanohalea peruviana не содержит определяемых вторичных метаболитов в сердцевине, тогда как M. trabeculata обычно содержит в сердцевинном слое норстиктовую кислоту.